# Benjamín Subercaseaux
Benjamín Subercaseaux Zañartu (Santiago, Chile, 20 de noviembre de 1902-Tacna, Perú, 11 de marzo de 1973) fue un psicólogo, ensayista e investigador chileno, Premio Nacional de Literatura en 1963. Es conocido especialmente por su libro Chile o una loca geografía.

## Biografía

### Primeros años
Hijo de Benjamín Subercaseaux Browne y de Ida Zañartu Luco, fue educado en sus primeros años por su madre y su abuela paterna, Juana Browne, ya que su padre había muerto poco tiempo después de su nacimiento. 
En 1909 realizó su primer viaje a Europa; recorrió varios países, especialmente Francia. De regreso en Chile, inició sus estudios en su propio hogar para, posteriormente, en 1912, ingresar al Instituto Nacional y luego al Colegio de los Sagrados Corazones.
A los 16 años, se matriculó en la Facultad de Medicina de la Universidad de Chile, pero tuvo conflictos con la carrera y decidió partir nuevamente a París, la ciudad en que había transcurrido parte de su infancia. En la capital francesa, se matriculó en La Sorbonne, donde se doctoró en sicología general. Después viajó por Europa, África y Oceanía, interiorizándose y empapándose de estas culturas, a la vez que sentía crecer paulatinamente una relación contradictoria con su patria.

### Inicio de carrera literaria

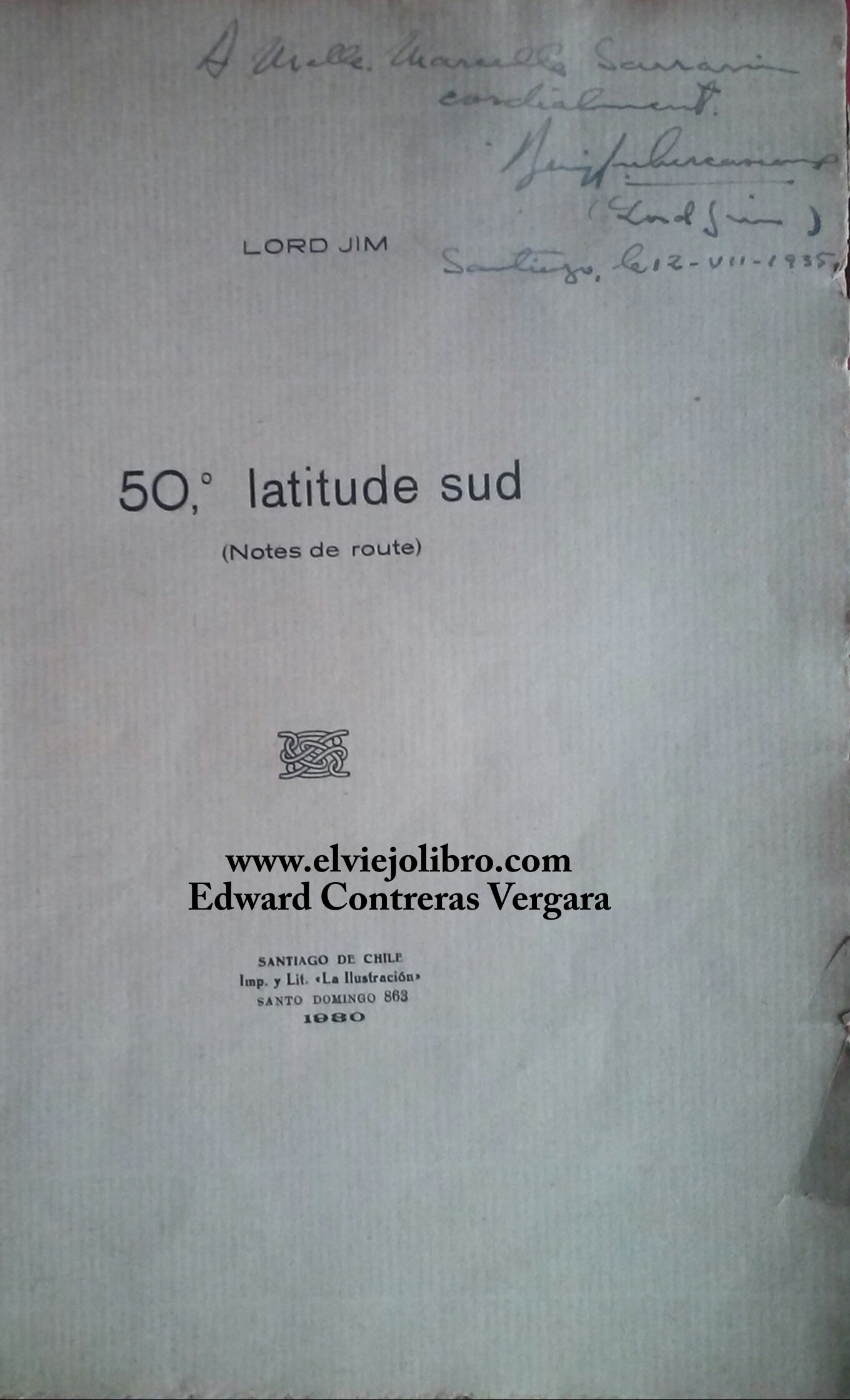
50° Latitude sud con autógrafo

En 1927 regresó a Chile, hizo el servicio militar en el Batallón de Telégrafos del Regimiento Ingenieros e inició su vasta obra literaria que abarcó novelas, ensayos, teatro, poemas, cuentos, artículos y conferencias. Su formación parisina lo llevó a publicar sus primeros libros en francés y firmarlos bajo el seudónimo de Lord Jim: Le voyage sans but et sans fin (1929), 50° Latitude sud (1930) y Propos sur Rimbaud (1930). Paralelamente, empezó a colaborar en las revistas Zig-Zag —donde más tarde escribió, en la sección «Plumas nacionales», punzantes y satíricos artículos sobre Chile y su idiosincrasia (1951-1956)— y Atenea, en ambas con su seudónimo; además, se vinculó al grupo cultural Índice.
Viajó otra vez a Europa en 1932, año en el que se radicó en Roma. Allí se dedicó a estudiar en profundidad la Biblia, adoptó «la doctrina de los valdenses, primera reforma protestante»; a su regreso a Chile al año siguiente, mandó construir la Villa Fontana en la avenida Los Alerces del barrio Macul con la intención de difundir esa doctrina. Mientras, siguió cultivando su interés por la medicina, ciencias antropológicas y sociológicas, lo que le llevó a escribir varios ensayos. 
En 1936 publicó su primer libro de versos: Quince poemas directos, que pasó casi inadvertido por la crítica, y su primera novela, Mar amargo, que después adaptó a obra de teatro con el nombre de Chaina-boy.

### Madurez literaria
Dos años después vio la luz uno de los libros más íntimos dentro de su obra literaria, especie de autobiografía de su infancia, Niño de lluvia. Subercaseaux «era un corrector interminable de sus libros» y este relato fue reescrito y completado en las ediciones posteriores bajo el título de Daniel (Niño de lluvia). El libro siguiente fue Chile o una loca geografía (1940), «una de sus creaciones más elogiadas, considerada un homenaje del autor —aunque no exento de observaciones críticas— al país».
Entre sus obras escritas después, destacan Retorno de U.S.A: New York spring 43 —sobre su experiencia en Estados Unidos, a donde fue invitado en 1943 por el Departamento de Estado—, Tierra de océano. La epopeya marítima de un pueblo terrestre (1946) —«ensayo en el que hace una defensa ardorosa del significado del mar para los chilenos»—, la novela Jemmy Button (1950) y Santa materia (1954), que consideraba «su mejor libro».
En 1956 anunció su retiro del medio literario para dedicarse exclusivamente a la investigación científica. 
Subercaseaux fue distinguido con varios galardones literarios, entre ellos, el más importante de su país, el Premio Nacional de Literatura, que obtuvo en 1963. Fue presidente del Pen Club chileno. En Santiago vivía en la calle Aconcagua en el barrio de calle San Diego.

### Vejez y muerte
Sus últimos años los pasó en el extranjero: en 1965 fue nombrado cónsul vitalicio y eligió París con el fin de desempeñar una cátedra en la Escuela de Antropología (1966-1967); después fue con el mismo cargo a Grecia, Mendoza y finalmente, se trasladó a Tacna (Perú), donde falleció. Subercaseaux explicó su última elección así: «Quise morir en el corazón de mi patria; pero sentí allá una tremenda desolación. Creo que Tacna es mejor para vivir así, como yo estoy: con un pie en la tumba. Aquí me quedaré y aquí deseo morir».
Según la carta que dejó al cónsul general de Chile en Tacna, Humberto Álvarez, debía ser cremado y las cenizas depositadas en una pequeña caja la que sería guardada al interior de la cabeza de bronce esculpida por Marta Colvin; no quería que se colocara su nombre en ella y pedía que solo llevara la inscripción: Il n'y a pas d'autre mort que l'oubli ('No existe otra muerte que el olvido'). Este epitafio lo explicó con estas palabras: «Los simples se creen inmortales. Así está el mundo. No son pocos los que estiman ser eternos porque maúllan una canción o aplican una cachetada espantosa. Pero ¿cuántos de ellos quedarán olvidados en vida? Otros, a breve plazo de su muerte. En verdad, morimos cuando dejan de recordarnos».
En un artículo publicado en La Nación con motivo del centenario de su nacimiento se señaló: «Era un autor polémico, desmistificador y provocador. Le interesaba ser más un científico, antropólogo, sicólogo, y geógrafo que un creador de ficciones [...] Era un hombre alto, vital, de voz tonante y apostura aristocrática. Tenía prestigio de buen orador y ocupaba las tribunas para decir sus verdades aunque molestaran a sus auditores. Defendía los derechos de las minorías».

## Obras
- Apuntes de Sicología Comparada, resumen de diez clases sobre las teorías de Pierre Janet; Bardi, Santiago 1927.
- Le voyage sans but et sans fin, imprenta y litografía La Ilustració, Santiago, 1929.
- 50° Latitude sud, imprenta y litografía La Ilustració, Santiago, 1930.
- Propos sur Rimbaud, 1930.
- Mar amargo, novela corta, Nascimento, Santiago, 1936; descargable desde el portal Memoria Chilena
- Quince poemas directos, Nascimento, Santiago, 1936; descargable desde el portal Memoria Chilena.
- Zoé, ensayo, Nascimento, Santiago, 1936
- Y al oeste limita con el mar, Ediciones Ercilla, Santiago, 1937.
- Niño de lluvia, Nascimento, Santiago, 1938.
- Rahab, novela, Nascimento, Santiago, 1938.
- Chaina-boy, comedia dramática en tres actos y nueve cuadros, adaptación de la novela Mar amargo; Imprenta Universitaria, 1938.
- Contribución a la realidad. Sexo, raza, literatura, Editorial Letras, Santiago, 1939.
- Chile o una loca geografía, Ercilla, Santiago, 1940.
- Daniel, desarrollo del Niño de lluvia, Ercilla, Santiago, 1942; descargable desde el portal Memoria Chilena; la edición definitiva fue la cuarta, publicada en 1973.
- Retorno de U.S.A: New York spring 43, crónicas, Editorial Zig-Zag, Santiago, 1943.
- Reportaje a mí mismo, notas, apuntes y ensayos; Zig-Zag, Santiago, 1945.
- Tierra de océano. La epopeya marítima de un pueblo terrestre, ensayo histórico, 1946.
- Jemmy Button, novela sobre los onas; Ercilla, Santiago, 1950.
- El mundo y la vida. A través de una experiencia literaria, Ercilla, Santiago, 1952.
- Santa materia, "ensayos y lecciones de visión y tacto"; Zig-Zag, Santiago, 1954.
- Pasión y epopeya de Halcón Ligero, tragedia en cinco actos sobre Lautaro, Nascimento, Santiago, 1957; descargable desde el portal Memoria Chilena
- El hombre inconcluso, ensayo, Editorial Andrés Bello, 1962.
- Niño de lluvia y otros relatos, Ercilla, Santiago, 1962.
- Historia inhumana del hombre, Ercilla, Santiago, 1963.
- Historia inhumana del hombre. Introducción a la psicoantropología, ensayo, Ercilla, Santiago, 1964.
- Aventuras de un joven que olvidó que era anciano, Orbe, Santiago, 1970.
- Manifiesto al mundo hippie, ensayo, 1971.
- Una nueva interpretación del hombre, teoría de la desnaturación antropológica, Andrés Bello, c1972.

## Premios y reconocimientos
- Premio Municipal de Literatura de Santiago 1941 por Chile o una loca geografía.
- Premio Extraordinario de Literatura Científica de la Universidad de Concepción 1941, por Chile o una loca geografía.
- Caballero de la Legión de Honor (1947).
- Premio Municipal de Literatura de Santiago 1947 por Tierra de océano.
- Premio Atenea de la Universidad de Concepción 1950 por Jemmy Button.
- Premio Camilo Henríquez de periodismo 1952 por la crónica Los execrables harapientos, publicada en la revista Zig-Zag.
- La revista estadounidense Good Reading incluyó su novela Jemmy Button en la lista de los mejores libros del mundo.
- Oficial de la Legión de Honor (1957).
- Ciudadano Honorario de París.
- Premio Nacional de Literatura 1963.